# Land Clark
Land Clark (* 1. März 1962 in Santa Barbara, Kalifornien) ist ein US-amerikanischer Schiedsrichter im American Football, der seit dem Jahr 2018 in der NFL tätig ist. Er trägt die Uniform mit der Nummer 130.

## Karriere

### College Football
Vor dem Einstieg in die NFL arbeitete er als Schiedsrichter im College Football in der Pacific-12 Conference.

### National Football League
Clark begann im Jahr 2018 seine NFL-Laufbahn als Field Judge beim Spiel der Green Bay Packers gegen die Chicago Bears. Nachdem Schiedsrichter Walt Anderson seinen Rücktritt bekannt gegeben hatte, wurde er zur NFL-Saison 2020 zum Hauptschiedsrichter ernannt. Sein erstes Spiel – die Arizona Cardinals gegen das Washington Football Team – leitete er am 20. September 2020.